# Nimbus Cars
Nimbus Cars, zuvor Nimbus Projects Limited, war ein britischer Hersteller von Automobilen.

## Unternehmensgeschichte
Der Designer Ian Shearer und der Geldgeber Ian McClean gründeten 1984 das Unternehmen Nimbus Projects Limited in Whitchurch in der Grafschaft Hampshire. Sie begannen mit der Produktion von Automobilen und Kits. Der Markenname lautete Nimbus. 1986 stieg Ian Shearer aus und Anthony Coleman von Custom Moulds stieg ein. Damit verbunden war die Umfirmierung in Nimbus Cars und der Umzug nach Andover in Hampshire. Ian McClean starb im gleichen Jahr. 1987 endete die Produktion. Insgesamt entstanden etwa 24 Exemplare.

## Fahrzeuge
Das einzige Modell war das Coupé. Die Basis bildete ein spezielles Fahrgestell, in das ein vorderer Hilfsrahmen vom Mini im Heck montiert war. Die vorderen Radaufhängungen und die Bremsen stammten ursprünglich vom Vauxhall Viva, waren aber überarbeitet. Ein Vierzylindermotor vom Hillman Imp war als Mittelmotor montiert. Die Windschutzscheibe kam vom Ford Escort und die Scheinwerfer vom VW Scirocco. Die Karosserie bestand aus mit Aramid- und Glasfasern verstärktem Kunststoff. Eine Ausführung als Cabriolet blieb ein Prototyp.